# Neumania cenotea
Neumania cenotea är en kvalsterart som beskrevs av Marshall 1936. Neumania cenotea ingår i släktet Neumania och familjen Unionicolidae. Inga underarter finns listade i Catalogue of Life.